# آل قحطان - بني شهر
'قرية آل قحطان'
أحد قرى قبيلة آل ليلح من بنو التيم أحد أكبر فروع بني شهر وتعتبر آل قحطان من أكبر قرى بنو التيم مساحةً وسكاناً وعمراناً.

## الموقع والتضاريس
تقع قرية آل قحطان شمال محافظة النماص بحوالي 13 كيلو وتتبع لمركز وادي زيد وتحتل موقع مميز إذ تعتبر من أعلى النقاط السكنية في المملكة وفيها أعلى قمة جبلية في المملكة وهي (الخيالين) قمة جبل مرير وتتميز آل قحطان بجمال طبيعتها من غابات كثيفة وجبال عالية وأراضي مدرجة خضراء.

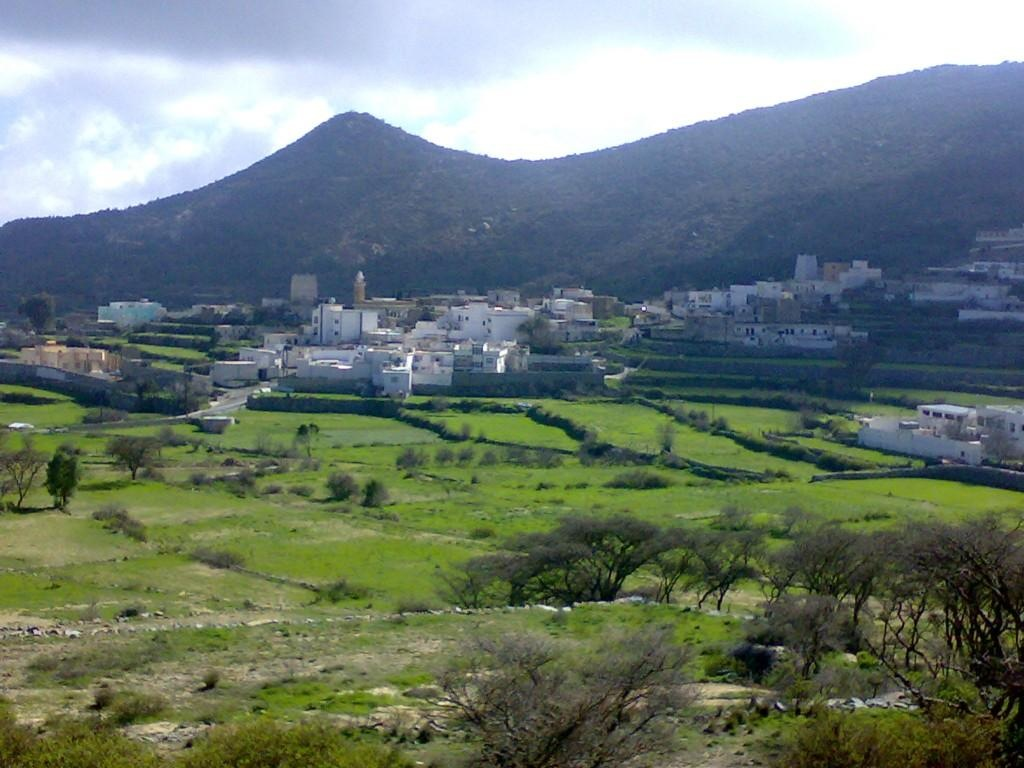
قرية آل قحطان و يظهر جبل مرير يمين وجبل رأس النحرة يسار

## المناخ
بارد شتاء معتدل صيفا يعانقها الضباب الكثيف عادة لارتفاعها الشاهق وممطرة في أغلب فصول السنة ودرجة الحرارة فيها تكون كالآتي:
- الشتاء: تصل إلى (الصغرى -5 ، الكبرى 9)
- الصيف: لا تتجاوز(الصغرى 18 ، الكبرى 27)

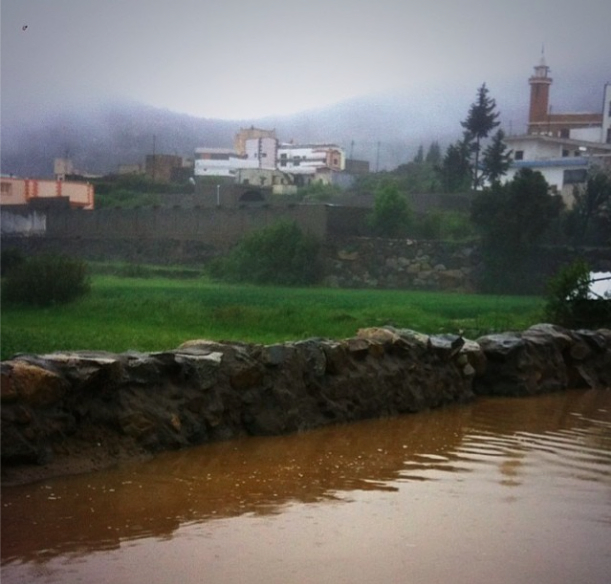
آل قحطان - المنزل - رجب عام 1434

## السكان
تعاني قرية آل قحطان من هجرة السكان إلى المدن كباقي قرى النماص وقرى عسير عموماً ويتراوح عدد السكان مابين 4000 - 5500 نسمة
وينقسم أهلي قرية آل قحطان إلى 9 لحام وهم :
1. آل حسن: (آل عبيد، آل رديني، آل شغيب، آل هزاع بن عبد الرحمن بن هزاع بن موسى بن حسن بن محمد بن قحطان، آل صاحب)
2. آل معير: (آل مغرم بن فضل، آل محمد، آل خشعان، آل نقزة، آل صالح بن عبد الله)
3. آل دايل: (آل محمد بن خلوفة، آل سالم بن خلوفة)
4. آل يدعاء: (آل جبهان، آل مفرح بن سلمان، آل علي بن سلمان)
5. آل واسطين: (آل لشول، آل جار الله، آل حويس )
6. آل رقاد: (آل أحمد، آل شلوة، آل فايز، آل عوض)
7. آل عامر: (آل عامر آل مغرم بن معدي)
8. آل عمير: (آل جازع، آل عمير، آل عزيز)
9. آل هدباء: (آل خالص، آل علي بن حمدان، آل مسلط)

## الموقع الإلكتروني
شبكة ومنتديات آل قحطان بني شهر